# Carta d'identità italiana
Con carta d'identità Italiana si possono intendere due tipi differenti di carte d'identità emesse in Italia:
- La carta d'identità cartacea;
- La carta d'identità elettronica (CIE) che sta progressivamente sostituendo la versione cartacea e sarà l'unica valida per l'espatrio, nonché rilasciabile, dal 3 agosto 2026.[1] [2]

## Riferimenti normativi
- Artt. 3 e 4 del Regio Decreto 18 giugno 1931, n. 773 - Approvazione del testo unico delle leggi di pubblica sicurezza.
- Art. 5 del Regolamento dell'Unione europea n. 1159/2019.